# Heterosquillopsis
Heterosquillopsis is een geslacht van kreeftachtigen uit de klasse van de Malacostraca (Hogere kreeftachtigen).

## Soort
- Heterosquillopsis danielae Moosa, 1991